# Liza ramada

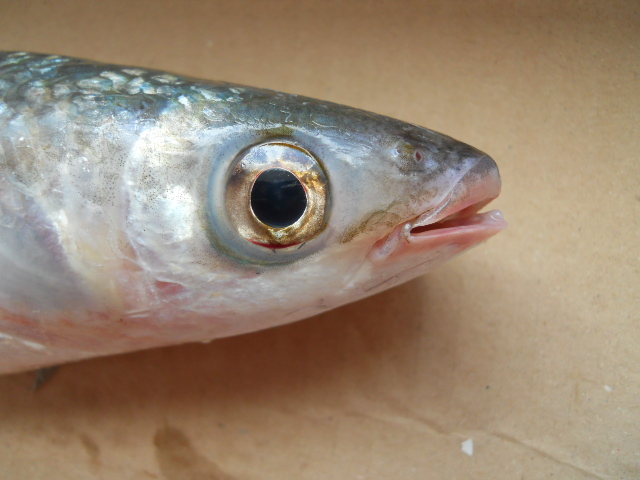
Particolare della testa

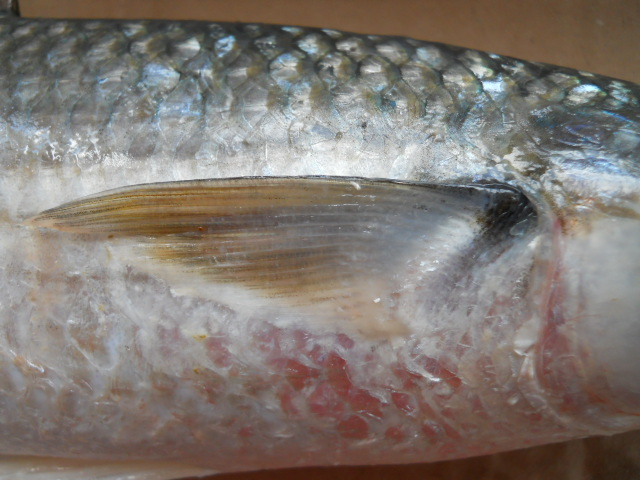
Particolare della pinna pettorale, con ben visibile la macchia nera ascellare

Il cefalo calamita o botolo (Liza ramada sinonimo di Chelon ramada (Risso, 1827) è un pesce appartenente alla famiglia Mugilidae.

## Distribuzione ed habitat
Il suo areale, oltre a comprendere l'intero Mediterraneo ed il mar Nero, va dal Marocco alla Scandinavia meridionale, dove però è raro. 

Il suo habitat è simile a quello degli altri membri del genere. Si adatta bene alle acque dolci e risale i fiumi anche per lunghissimi tratti.

## Descrizione
Esternamente molto simile al cefalo dorato, si riconosce per alcuni caratteri:
- la macchia dorata sull'opercolo può essere come non essere presente, se presente non è mai ampia e vistosa come quella di Liza aurata
- la macchia nera all'ascella delle pinne pettorali è sempre presente (anche se talvolta poco visibile)
- Le pinne pettorali sono corte: piegate in avanti non raggiungono il bordo posteriore dell'occhio.

## Alimentazione e riproduzione
Simili a quelle degli altri mugilidi.

## Pesca
Simile a quella impiegata per le altre specie della famiglia. Vista la sua facile adattabilità alle acque dolci e salmastre questa specie è frequentemente allevata.